# Биньги
Биньги́ (рос. Быньги) — село у складі Нев'янського міського округу Свердловської області.
Населення — 2277 осіб (2010, 2296 у 2002).
Національний склад станом на 2002 рік: росіяни — 95 %.
Биньги — старовинне старообрядне поселення, де 1797 року був побудований до тепер чинний «Храм Святого Миколая Чудотворця».